# Франконія Тауншип (округ Монтгомері, Пенсільванія)
Франконія Тауншип (англ. Franconia Township) — селище (англ. township) в США, в окрузі Монтгомері штату Пенсільванія. Населення — 13 259 осіб (2020).

## Демографія
Згідно з переписом 2010 року, у селищі мешкали 13 064 особи в 4661 домогосподарстві у складі 3671 родини. Було 4801 помешкання
Расовий склад населення:
| - 93,2 % — білих - 3,3 % — азіатів - 1,6 % — чорних або афроамериканців - 0,2 % — корінних американців |

До двох чи більше рас належало 1,2 %. Частка іспаномовних становила 1,8 % від усіх жителів.
За віковим діапазоном населення розподілялося таким чином: 23,0 % — особи молодші 18 років, 54,4 % — особи у віці 18—64 років, 22,6 % — особи у віці 65 років та старші. Медіана віку мешканця становила 45,2 року. На 100 осіб жіночої статі у селищі припадало 92,9 чоловіків;  на 100 жінок у віці від 18 років та старших — 89,2 чоловіків також старших 18 років.
Середній дохід на одне домашнє господарство  становив 96 622 долари США (медіана — 81 510), а середній дохід на одну сім'ю — 105 217 доларів (медіана — 87 135). Медіана доходів становила 60 443 долари для чоловіків та 52 997 доларів для жінок. За межею бідності перебувало 5,9 % осіб, у тому числі 5,6 % дітей у віці до 18 років та 6,2 % осіб у віці 65 років та старших.
Цивільне працевлаштоване населення становило 6527 осіб. Основні галузі зайнятості: освіта, охорона здоров'я та соціальна допомога — 22,7 %, виробництво — 17,1 %, роздрібна торгівля — 12,7 %, науковці, спеціалісти, менеджери — 9,2 %.